# Kada no Azumamaro
Kada no Azumamaro (荷田 春満, 3 de fevereiro de 1669 – 8 de agosto de 1736) foi um poeta japonês do início do período Edo.

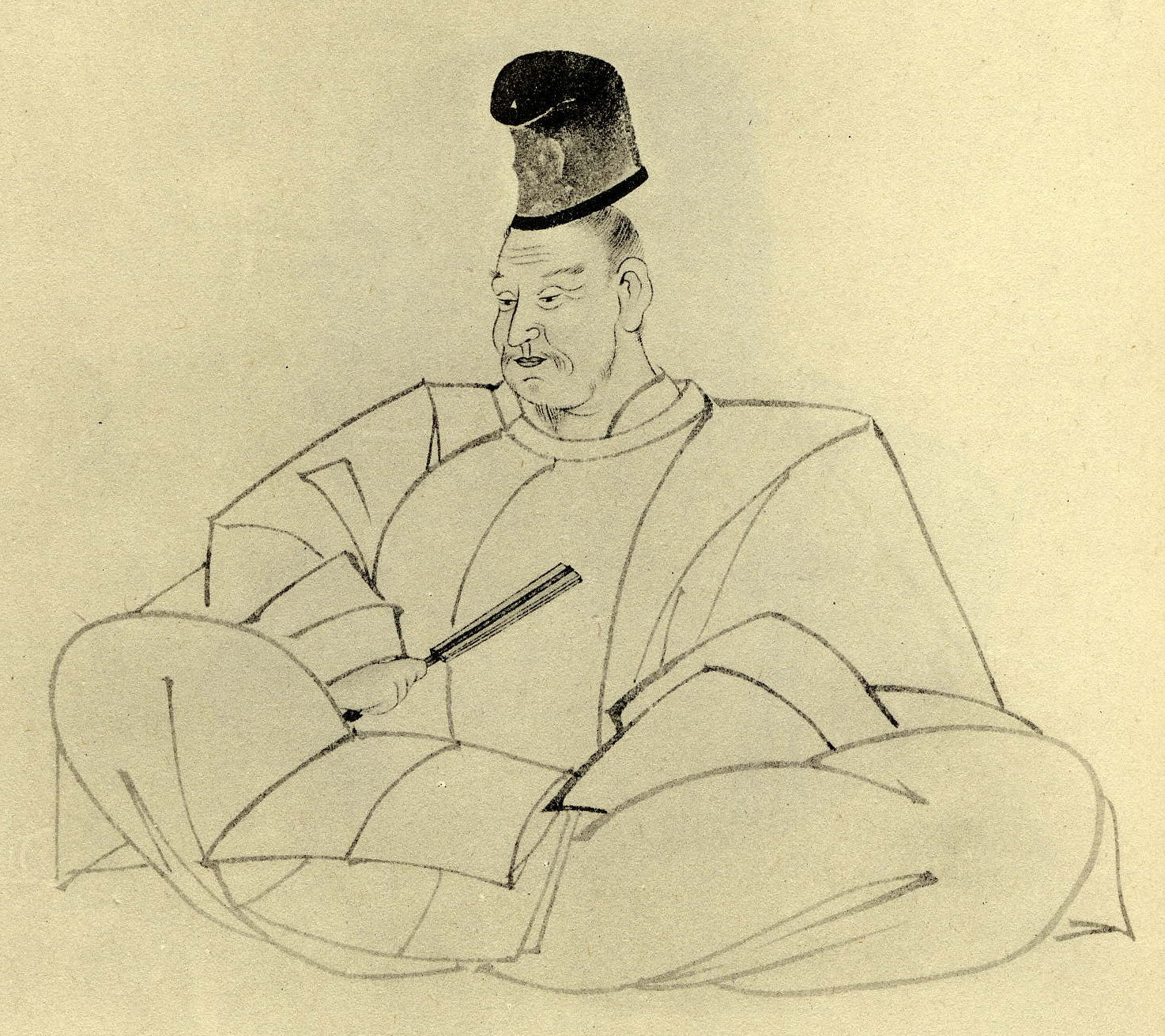
Kada no Azumamaro

Em 1700 ele estabeleceu-se em Edo, onde os seus alunos vinham principalmente do clero xintoísta a quem ele instruía nas orações norito e na liturgia xintoísta, embora o currículo também incluísse textos antigos como o Man'yōshū e o Nihon Shoki.
Ele morreu por suas próprias mãos, após suportar muitos anos de doença, em 1736.
Kamo no Mabuchi, também filho de um sacerdote xintoísta e, como Azumamaro não de origem samurai, que se tornaria num grande estudioso da literatura antiga, conheceu Azumamaro em 1722 e, posteriormente, matriculou-se para estudar com ele em 1728, tendo-se mudado para Quioto em 1733 para ser ensinado por Azumamaro duma maneira mais permanente.
Um século depois da sua morte, Hirata Atsutane descreveu Kada no Azumamaro como o primeiro dos 'grandes homens' da escola Kokugaku (taijin/ushi).